# القاسمية (الجوادية)
القاسمية قرية سورية تتبع ناحية الجوادية في منطقة المالكية التابعة لمحافظة الحسكة.تقع على بعد 5 كلم  جنوب غرب مدينة الجوادية. وهي قرية زراعية تعنى بزراعة المحاصيل وتربية الماشية بلغ عدد سكانها 1183 نسمة عام 2004. جميعهم من قبيلة زبيد تأسست القرية عام 1938م، على يد الشيخ حماد محمد الفارس وهو شيخ مشايخ قبائل زبيد في سورية.